# Distrito del Centro
El Distrito del Centro o de la Nueva Granada fue una subdivisión judicial y militar de la Gran Colombia que se correspondía con la mayoría de la actual Colombia.
Esta entidad fue creada por medio de la ley del 12 de octubre de 1821, pues el Congreso de la República de Colombia atendiendo los designios de la Constitución de Cúcuta, decidió subdividir judicial y militarmente el territorio nacional en distritos con el fin de administrar de una manera más eficaz justicia en los diversas zonas del país.
Territorialmente el distrito comprendía lo que era la parte central del antiguo Virreinato de Nueva Granada, que junto con los distritos de Venezuela y de Ecuador formaba el territorio de la Gran Colombia. La corte de justicia de cada uno de estas subdivisiones estaba compuesta de nueve ministros, de los cuales siete eran jueces y dos fiscales. La corte de justicia correspondiente al Distrito del Centro estaba asentada en la ciudad de Bogotá.

## Divisiones administrativas
Cuando fue creado por medio de la Ley del 12 de octubre de 1821, el Distrito del Centro comprendía los departamentos de Magdalena, Cundinamarca y Boyacá. Más adelante en 1824 se añadió el departamento del Cauca que pertenecía al Distrito del Sur previo a la independencia del Ecuador.
En total, comprendía los siguientes cuatro departamentos hasta su derogación, mediante la Ley Orgánica del poder Judicial de 11 de mayo de 1825:
- Departamento de Boyacá. Capital: Tunja.
- Departamento del Cauca. Capital: Popayán.
- Departamento de Cundinamarca. Capital: Bogotá.
- Departamento del Istmo. Capital: Panamá.
- Departamento del Magdalena. Capital: Santa Marta.